# Estrada encoberta
Una estrada encoberta és un camí que circueix tota una fortificació i que està situat dalt de la contraescarpa o separat d'aquesta per una plaça d'armes.
Es troba protegit per un ampit i una palissada. És pròpia de les fortificacions amb bastions poligonals. Un bon exemple d'estrada encoberta és la del castell de Bellver (Palma).